# Amphiope
Genre
Amphiope est un genre éteint d'oursins plats de la famille des Astriclypeidae. 

## Espèces
- Amphiope bioculata Desmoulins, 1835; Miocène
- Amphiope lovisatoi Cotteau, 1895; Miocène (Burdigalien); Sardaigne
- Amphiope montezemoloi Lovisato, 1911; Miocène (Burdigalien-Langhien); Sardaigne
- Amphiope nuragica (Comaschi Caria, 1955); Fin de l'oligocène (Chattien) au Miocène (Aquitanien), Sardaigne

## Remarques
Le seul autre genre à avoir deux lunules ambulacraux postérieurs est Echinodiscus. Stara & Borghi (2014) fournissent un compte rendu détaillé de ce genre et révisent les représentants de Sardaigne. Stara & Sanciu (2014) discutent de la différenciation plus large de ce genre par rapport aux autres membres des Astriclypeidae.

## Biographie
- Louis Agassiz. 1840. Catalogus systematicus Ectyporum Echinodermatum fossilium Musei Neocomiensis, secundum ordinem zoologicum dispositus; adjectis synonymis recentioribus, nec non stratis et locis in quibus reperiuntur. Sequuntur characteres diagnostici generum novorum vel minus cognitorum, 20 pp. Oliv. Petitpierre, Neuchâtel.
- Mortensen, T. 1948. A Monograph of the Echinoidea IV.2 Clypeasteroida. C. A. Reitzel, Copenhagen.
- Philippe, M. 1998. Les echinides miocenes du Bassin du Rhone: revision systematique. Nouvelles Archives du Museum d'Histoire naturelle de Lyon, 36, 3-441, pls 1-26.
- Stara, P. & Borghi, E. 2014. The echinoid genus Amphiope L. Agassiz, 1840 (Echinoidea, Astriclypeidae) in the Oligo-Miocene of Sardinia. Biodiversity Journal 5, 245-268.
- Stara, P. & Sanciu, L. 2014. Analysis of some astriclypeids (Echinoidea Clypeasteroida). Biodiversity Journal 5, 291-358.